# منطقه هانزلو لندن
منطقه هانزلو لندن (به انگلیسی: London Borough of Hounslow) یک منطقه در بریتانیا است که در لندن بزرگ واقع شده‌است.
این منطقه ۵۵.۹۸ کیلومتر مربع مساحت و ۲۲۲٬۶۰۰ نفر جمعیت دارد.

## خواهرخوانده
شهر ایسی-له-مولینو خواهرخواندهٔ منطقه هانزلو لندن هست.